# L'Héritage diabolique
Pour plus de détails, voir Fiche technique et Distribution.
L'Héritage diabolique (Let's Kill Uncle) est un film américain réalisé par William Castle, sorti en 1966.
Le film suit un garçon orphelin qui vient d'hériter une fortune, qui est piégé sur une île avec son oncle, un ancien commandant du renseignement britannique qui a l'intention de le tuer. 

## Synopsis
À la suite de la mort du multimillionnaire Russell Harrison dans un accident de voiture, sa succession de 5 millions de dollars revient à son seul parent, Barnaby Harrison, un garçon de 12 ans. Néanmoins, la loi stipule qu'il ne touchera l'argent qu'à sa majorité. En attendant, Barnaby vivra avec son oncle, le major Kevin Harrison, qui réside sur une île isolée et peu peuplée à huit miles du continent. Pendant la Seconde Guerre mondiale, Kevin était un commando du renseignement de l'armée britannique qui a publié un compte rendu de ses exploits de guerre dans un livre, détaillant ses multiples récits de meurtres au corps à corps avec des soldats allemands.
Barnaby est escorté par le sergent-détective de police Frank Travis lors d'une croisière vers l'île. À bord du bateau se trouve Chrissie, qui a l'âge de Barnaby. Elle vient d'une famille brisée et va vire chez sa tante sur l'ile. Les deux enfants se disputent constamment, Chrissie pensant que Barnaby raconte des mensonges fantastiques sur les exploits de son oncle, bien que Frank se révèle comme un policier pour elle.
Le mauvais comportement de Barnaby se poursuit sur l'île, Frank le réprimandant pour avoir joué avec son revolver de détective. De plus, Barnaby égare Christine en visitant un dangereux hôtel décrépit, tout en continuant à raconter de grands récits pour impressionner ou effrayer Chrissie. Le garçon vénère réellement son héroïque oncle Kevin et aime lire son livre. Une nuit, Kevin, vêtu de son béret militaire et de sa tenue, rend visite à un Barnaby endormi et le réveille pour partir à l'aventure avec lui. Arrivant à de hautes falaises surplombant les vagues déferlantes, l'oncle hypnotise son neveu pour le faire marcher le lendemain en direction de la falaise pour le tuer. Le jour d'après, tandis que Kevin est à la maison, Barnaby se rend vers la falaise en pleine transe mais la tante Justine le voit et lui crie dessus juste avant qu'il ne tombe, ce qui le réveille instantanément.
Sous le choc, le petit garçon croit qu'il marchait dans son sommeil jusqu'à ce que l'oncle Kevin lui révèle avec un air jovial qu'il a l'intention de le tuer pour son héritage. Bien que sa première tentative pour l'éliminer d'une manière apparemment accidentelle ait échoué, il jure d'essayer à nouveau. Kevin explique également que sa maison est une zone de neutralité où il ne fera pas de mal à Barnaby, et ajoute qu'il ne fera pas non plus de mal à Barnaby quand il sera avec Justine ou le sergent Travis, ce dernier restant toujours sur l'île en tant que son invité.
Sur la base de ses mensonges précédents et du comportement hystérique de Barnaby, personne ne le croit, jusqu'à ce que Chrissie découvre la vérité et suggère joyeusement qu'ils tuent d'abord l'oncle Kevin. Le trio commence une série de tentatives d'assassinat de chat et de souris les unes contre les autres. Quand l'oncle Kevin découvre que Chrissie a volé le revolver de Travis et a inventé une tentative d'assassinat infructueuse, Kevin l'inclut dans son jeu.

## Fiche technique
- Titre français : L'Héritage diabolique
- Titre original: Let's Kill Uncle
- Réalisation : William Castle
- Scénario : Mark Rodgers d'après le roman de Rohan O'Grady
- Photographie : Harold Lipstein
- Musique : Herman Stein
- Pays d'origine : États-Unis
- Genre : horreur
- Date de sortie : 1966

## Distribution
- Nigel Green : L'oncle - Major Kevin Harrison
- Mary Badham : Chrissie
- Pat Cardi : Barnaby Harrison
- Robert Pickering: Sgt. Frank Travis
- Linda Lawson : Justine
- Ref Sanchez : Ketchman
- Nestor Paiva : Steward
- William Castle : Russell Harrison